# Сачча-кирья

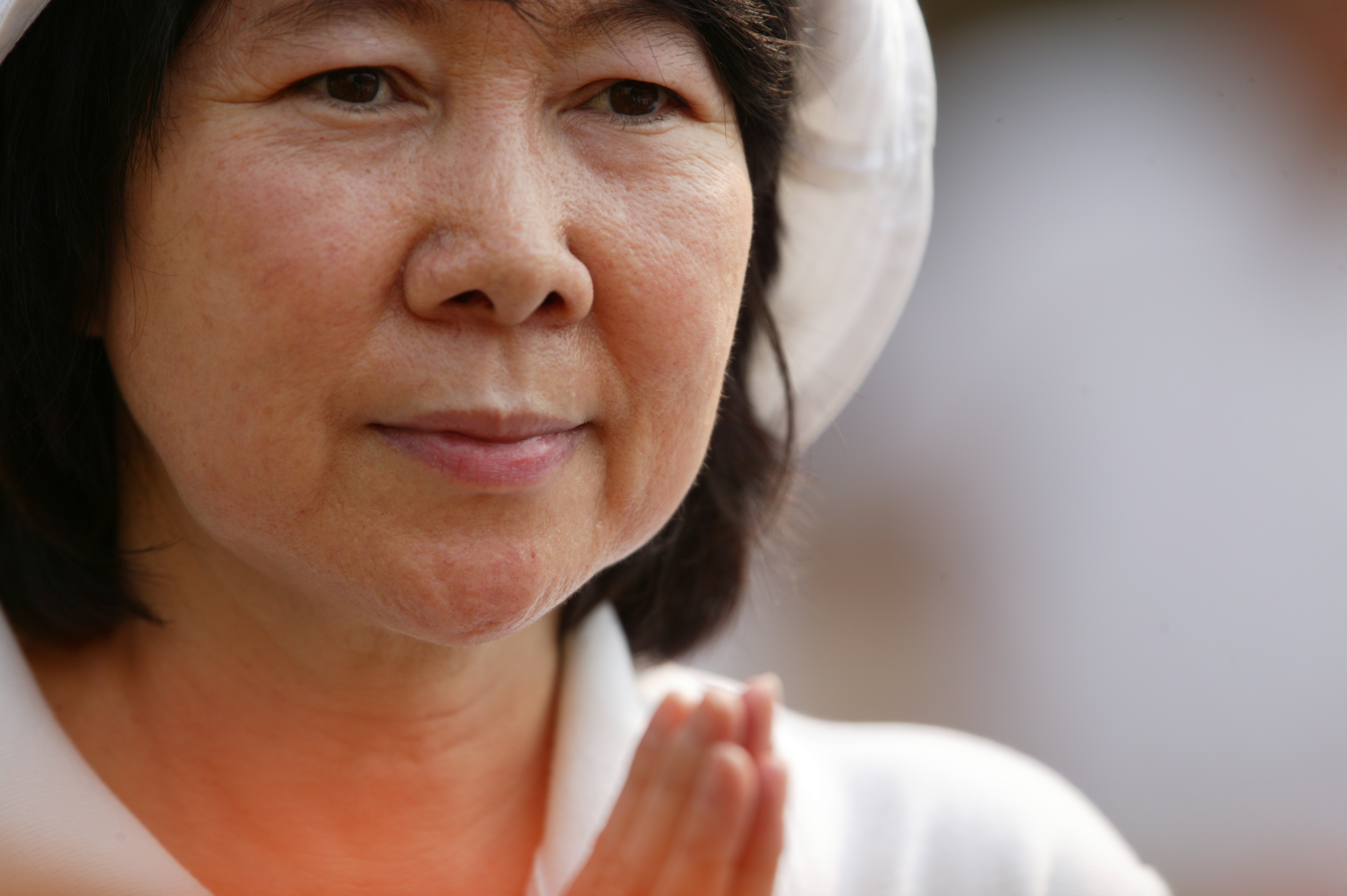
Основная мысль сачча-кирьи предполагает природную моральную силу, действующую в мире.

Сачча-кирья (пали saccakiriyā, sacca-kiriya) — ритуальная речь, торжественное провозглашение правды. Чаще всего встречается в буддизме. Например, это может быть высказывание относительно собственной добродетели или определённого факта, за которым следует повеление или решение. Считается, что такое искреннее заявление обладает чудотворной силой, которая может принести пользу себе и другим. Мотив сачча-кирья встречается в суттах буддийского Палийского канона и его комментариях, а также в постканонических произведениях, таких как Милиндапаньха и Авадана в виде благословения и, реже, проклятия. Этот мотив также можно найти в индуистских и джайнских текстах.
Сачча-кирья предполагает моральную действенность истины, которая существует в мире и превосходит силу богов или людей. Хотя сачча-кирья чаще всего связана с Буддой, буддийским учением и монашеской общиной, речь также может быть обращена к природным явлениям, например, к солнцу или луне. Учёные предполагают, что сачча-кирья — это древний ритуал, относящийся к предшествовавшей буддизму вере, который был задействован им как средство для объяснения буддийской этики и прочих положений учения.
Принципы, лежащие в основе сачча-кирьи, также связаны с идеалом ненасильственного сопротивления Махатмы Ганди и многими другими аспектами азиатской культуры и религиозной жизни.

## Определение
Сачча-кирья — сложное существительное, происходящее от корня глагола саччикароти (пали saccikaroti), что означает «предстать перед глазами, увидеть лицом к лицу, осознать, испытать, достичь». Сачча-кирья — это торжественное провозглашение истины, выраженное в ритуальной речи. Обычно это правдивое высказывание о совершении добродетельного поступка, за которым следует повеление или решение, так называемое «повеление истины» (пали saccādhiṭṭhānaṃ, санскр. satyādiṣṭhāna). Сачча-кирья обычно содержит фразу «Силой этой правдивой речи…» (пали Etena saccavajjena...) или «Этой властью да будет…» (пали tejasa...), за которой следует повеление или желание. Обычно это делается с определённой целью, например, чтобы управлять духом, физическим объектом или побудить к действию. В традиционной палийской литературе приводятся и другие примеры: восстановить зрение, призвать на помощь других живых существ, спастись от наводнения и благополучно разрешиться от беременности. Упоминаемые добродетели никогда не причиняли вреда живому существу, будучи проявлением щедрости, доброты и религиозной преданности. Истинность этих добродетелей считается «основанием/почвой» (пали vatthu) для реализации сачча-кирьи, но основание не всегда имеет с ней причинную связь. Иногда сачча-кирья завершается символическими действиями, например, обливанием водой, купанием, надеванием новой одежды и т. д.. Сачча-кирья — это всегда формальный акт. Индолог Джордж Томпсон использует термин «перформативное высказывание», предложенный философом Дж. Л. Остином, потому что сачча-кирья осуществляет высказанное «самим фактом произнесения».
Индийская сачча-кирья по своей сути похожа на клятвы, которые встречаются в древней индоевропейской литературе. Отличие заключается в том, что произносящий не всегда обязуется совершить какое-то действие, а скорее выражает перформативное высказывание, которое по своей природе считается чудесным и мгновенным.

## Известные примеры

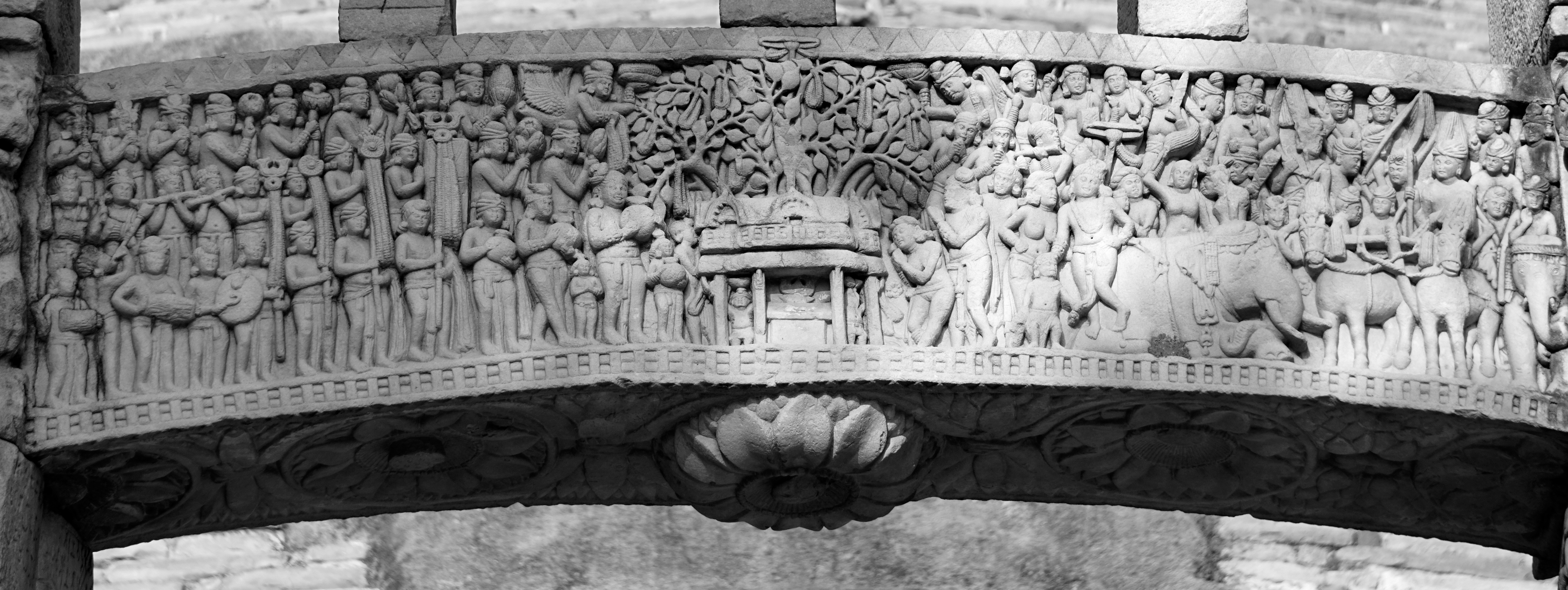
Визит царя Ашоки к дереву Бодхи.

В литературе и в азиатской истории есть много примеров, когда люди произносили сачча-кирью. Наиболее известным является описание самого Будды. Вечером накануне просветления Будде бросил вызов Мара, буддийское олицетворение зла. Мара попытался помешать Будде, обвинив его в том, что тот не имеет права сидеть под деревом Бодхи, и потребовал предоставить свидетеля просветления. Тогда бодхисаттва Готама,будущий Будда, призвал Мать-Землю, символизирующую истину и праведность, чтобы засвидетельствовать свои совершенства добродетели. Он сослался на события, происходившие на протяжении его многих прошлых жизней. Земля содрогнулась, подтвердив слова Будды, и Мара отступил. В другом отрывке повествуется о том, как Сиддхартха поставил чашу на поверхность воды. Он заявил, что если ему суждено достичь просветления тем же вечером, то чаша поплывет вверх, против течения, что и произошло. В одной широко цитируемой джатаке говорится о том, как перепел увидел, что его гнездо и собратья-птицы вот-вот будут сожжены лесным пожаром. После того, как птица провозгласила об «эффективности добродетели» (шила гуна, пали sīla-guṇa) и «эффективности истины» (сачча-гуна, пали sacca-guṇa), распространяя добродетели будд прошлого, огонь чудесным образом отступил.
Легендарный пример сачча-кирьи, связанной с будущим событием, представляет император Ашока, который поклялся, что благодаря истине своего намерения поддерживать буддизм, умирающее дерево Бодхи будет спасено, что затем и произошло в соответствии с его обетом. Индолог Ричард Гомбрич упомянул в качестве примера случай со шри-ланкийским царём Дуттха-Гамани, который произнёс сачча-кирью на войне. А в недавнем прошлом буддийский реформатор Анагарика Дхармапала упомянул о своих добрых намерениях вернуть место паломничества Бодх-Гая буддистам и обещал, что благодаря этим намерениям его кампания окажется успешной.
| Традиция                             | Текст                    | Оратор                        | Истина, упомянутая в рассказе                                                             | Действие заклятия                                                                                     |
| ------------------------------------ | ------------------------ | ----------------------------- | ----------------------------------------------------------------------------------------- | --- |
| Тхеравада                            | Сиви джатака 499         | шибийский царь                | щедро одаривал нищих, отдал глаза слепому брахману, который на самом деле оказался Шакрой | «Пусть зрение вернется ко мне благодаря этому дару. От этого слова правдивого пусть глаз откроется»   |
| Тхеравада                            | Милиндапаньха            | блудница Биндуматия           | была свободна от пристрастия и неприязни ко всем клиентам, вне зависимости от касты       | заставила великий Ганг течь вспять                                                                    |
| Тхеравада                            | Пандара джатака 518      | царь змей                     | аскет выдал тайну царя змей                                                               | «Если это изречение верно, пусть твоя голова расколется на семь частей!»                              |
| Тхеравада                            | Маччха джатака 75        | рыба                          | никогда не ела других рыб, не отняла жизнь ни у одного существа                           | «Наполни иссохнувший пруд!» (вызывать дождь во время засухи)                                          |
| Тхеравада                            | Канхадипаяна джатака 444 | мать укушенного змеёй ребёнка | призналась, что была равнодушна к мужу                                                    | удалить яд из тела её ребёнка                                                                         |
| Муласарвастивада                     | Дивьявадана              | Ананда                        | Тройная Драгоценность — наивысшая в мире                                                  | исцелить тело искалеченного человека                                                                  |
| Тхеравада                            | Комментарий к Дхаммападе | Уттара                        | не сердиться на куртизанку Сириму, у которой были отношения с её мужем                    | «Если я разозлюсь на неё, пусть это топлёное масло обожжёт меня. Если нет, пусть оно не обожжёт меня» |
| Тхеравада                            | Комментарий к Дхаммападе | Пуння                         | безвозмездный дар Шарипутре                                                               | «Да стану я причастным к Дхамме, которую ты узрел сам»                                                |
| Тхеравада                            | Джатаки                  | принц Сиддхартха              | достичь в будущем просветления                                                            | подбросил узел с отрезанными волосами в воздух и тот взлетел                                          |
| Ведическая и санскритская литература | Махабхарата              | Дамаянти                      | хранила целомудрие                                                                        | её настоящий муж откроется ей, а божества, притворяющиеся её мужем, проявятся                         |
| Джайнизм                             | Парша                    | царица                        | её муж, царь, в уме занимался благотворительностью                                        | пересечь бурную реку                                                                                  |

## Мотивы и принципы
Упоминания о сачча-кирья встречаются в сутрах буддийского Палийского канона и комментариях к нему, а также в постканонических произведениях, таких как «Вопросы Милинды» и аваданы. Этот мотив также можно найти в индуистских и джайнских текстах. Это ссылка на естественный моральный закон, действующий в мире. В некоторых историях в качестве силы, творящей чудеса, упоминаются заслуги (пунья, пали puñña). Иногда сачча-карья связана с духовной силой Трёх драгоценностей (Будды, Дхаммы и Сангхи) или божеств. Тем не менее, считается, что основным принципом, обуславливающим действенность сачча-кирьи, является истинность утверждения и его соответствие реальным событиям или качествам: по словам индолога Юджина Берлингейма, «Нет ничего, что не могло бы быть достигнуто Истиной. Мужчины, боги, силы природы, все живые и неживые вещи покоряются истине»". В «Вопросах Милинды», тексте, который считается лат. lokus classicus(классическое место) сачча-кирьи,  царь Милинда спрашивает, как чьё-то зрение (ссылаясь на историю шибийского царя) может быть восстановлено божественными средствами, когда это кажется противоречащим буддийской доктрине. Монах Нагасена отвечает, что шибийский царь не получал божественной помощи и не было никакой физической причины для исцеления, но он был исцелен «самой истиной».
Хотя сачча-кирья обычно относится к поступку, совершённому в прошлом, иногда произносящие заклятие могут сослаться на действия, которые они совершат в будущем, или на благое намерение, которое ещё не осуществлено. Иногда сачча-кирья связана с фактом в настоящем, но выраженное желание относится к будущему. Эта форма также известна как «сильное желание достигнуть чего-либо» (паттхана, пали patthanā) и обычно включает в себя цель в будущей жизни. Кроме того, сачча-кирья может быть произнесена ради другого человека, например, для его исцеления. В этом случае говорящий может ссылаться на не на свои собственные, а на чужие добродетели. Верующие, совершающие сачча-кирью, могут также ссылаться на правдивое утверждение о Трёх драгоценностях. Примером этого является утверждение, что Будда рождён «для спасения всех существ». В буддийском тексте Ратана сутта Снп 2.1 провозглашается множество подобных истин (ничто не сравнится с Буддой, Дхаммой, ученики Счастливого достойны подношений и т. д.) и следует пожелание «А с правдой этой безопасность пусть пребудет!» Наконец, сачча-кирья может относиться к реальности некоторых природных явлений, таких как солнце или луна, или характеристикам определённых мест или просто констатации факта, будь-то невыполнение чего-либо или совершённая ошибка. В целом, однако, эффективность высказывания зависит от правдивости говорящего и его религиозных заслуг.
В буддийских сказаниях говорится, что сачча-кирью могут совершать не только духовно развитые, но и простые люди, хотя в добуддийской ведической литературе подобное встречается реже. Кроме того, в литературе есть примеры, когда сачча-кирью использовали для обмана, проклятия или иной недоброй целью. На чудодейтвенность сачча-кирьи не влияла аморальная репутация произносящего, как, например, в случае с куртизанкой Биндумати. Её правда заключалась в том, что она «свободна как от пристрастия, так и от неприязни» к своим клиентам, независимо от их касты. Буддолог Луис Гомес утверждал, что истина куртизанки заключалась просто в том, что она никогда не отрицала, что она куртизанка.
У учёных нет единого мнения относительно того, в чём заключена сила сачча-кирьи. Исходя из истории куртизанки Биндумати, религиовед Малкольм Эккель делает вывод, что сила сачча-кирьи в глубинном намерении, а не в словах. Тем не менее, специалист по Южной Азии Чой Фах Конг утверждает, что главным фактором, объясняющим силу сачча-кирьи, является не намерение, а то, согласуется ли сделанное заявление с фактами. Изучая примеры из ведических текстов, Томпсон пришёл к выводу, что акцент на самоутверждении является общей характеристикой высказываний сачча-кирьи и что они не обязательно морально мотивированы. Оба учёных не согласны с индологом Уильямом Норманом Брауном, который подчеркивал, что ритуал сачча-кирья носил скорее этический, а не магический характер. С другой стороны, индолог Генрих Людерсзаявил, что сачча-кирия представляет собой что-то среднее «между клятвой и магией».

## Истоки

По словам индолога Юджина Бёрлингейма, сачча-кирья происходит от распространённого повсюду в мире убеждения, что истина обладает присущей ей значимостью и могуществом

Согласно Бёрлингейму, сачча-кирья происходит от распространённой по всему миру веры, на которой базируются как основные, так и народные религии: веры в то, что истина имеет неотъемлемую важность и силу. Однако он добавляет, что иногда это может быть просто приём deux ex machina, облегчающий повествование.
Уильям Норман Браун утверждал, что сачча-кирья основана на «правде жизни, личной целостности, истинности личного поведения в целом, правде принятия обязанностей и их выполнения». Благодаря этой личной целостности произносящий сачча-кирью человек «способен подчинить космические силы своей воле». Браун считал, что эта интерпретация сачча-кирьи восходит к Ригведе (1700—1100 гг. до н. э.). В качестве аргумента он сослался на древнюю ведическую веру в то, что люди могут черпать силу из истины, выполняя свои обязанности (санскр. vrata) в соответствии с космическим порядком (санскр. ṛta). Браун, а также индолог Генрих Циммер описывали сачча-кирью как совершенное и нравственное исполнение долга, ссылаясь на примеры из буддийских писаний и индуистской Бхагавадгиты. Это исполнение подразумевает высокую приверженность добродетели или обету и ощущение жертвенности, связанное с этой целью. Циммер далее утверждал, что такой добродетельный образ жизни сам по себе является сачча-кирьей.
Однако Томпсон и Конг отвергают теорию Брауна, утверждая, что Браун применяет анахронизмы . Конг утверждает, что такая вера ещё не сложилась в ведические времена. Томпсон не согласен с моральной природой теории Брауна.  Конг также отвергает то, что сачча-кирия является исполнением долга, и утверждает, что это скорее констатация факта. Конг, как и Людерс, согласны с тем, что уже в Ригведе и Атхарваведе засвидетельствована вера в действенность высказываний истины. Конг действительно описывает сачча-кирию как добуддийскую «старую веру». Однако она не считает, что это как-то связано с выполнением обязанностей.  Основываясь на текстовом анализе индийских и других древних индоевропейских источников, Томпсон также утверждает, что сачча-кирия была добуддийской практикой, популярной и широко распространенной. 
Конг предполагает, что идею рита как космического порядка следует понимать с точки зрения первоначального значения слова рита как «истина». Древние индийцы верили, что мир создан рабочей силой речи. Она также связывает мотив сачча-кирии с древней практикой призывания имен богов и просьб о чём-либо у них. Действующая сила сачча-кирии заключается не в её моральном намерении или исполнении долга, а скорее в том, согласуется ли высказывание с фактами. Более того, для древних буддистов тот факт, что Будда никогда не говорил неправды, сам по себе наделял преданного чудотворной силой. Она считает, что эта древняя вера в силу правдивых фактов позже была неправильно понята буддийскими комментаторами и вместо этого объяснена как сила медитативного достижения (пали jhāna), сила любящей доброты и сила нравственности . Однако, продолжает она, это не действительные manifestations истины: только через проявление истины, то есть сказанное слово, соответствующее фактам, может быть осуществлена сачча-кирия. 
Что касается сачча-кирии, ученые отмечают, что неправда в ранней буддийской этике очень осуждалась, часто в большей степени, чем другие пороки: другими словами, правдивая речь была очень важна для буддийской этики.  

## Влияние на азиатские общества

### Практика в религиях из Индии

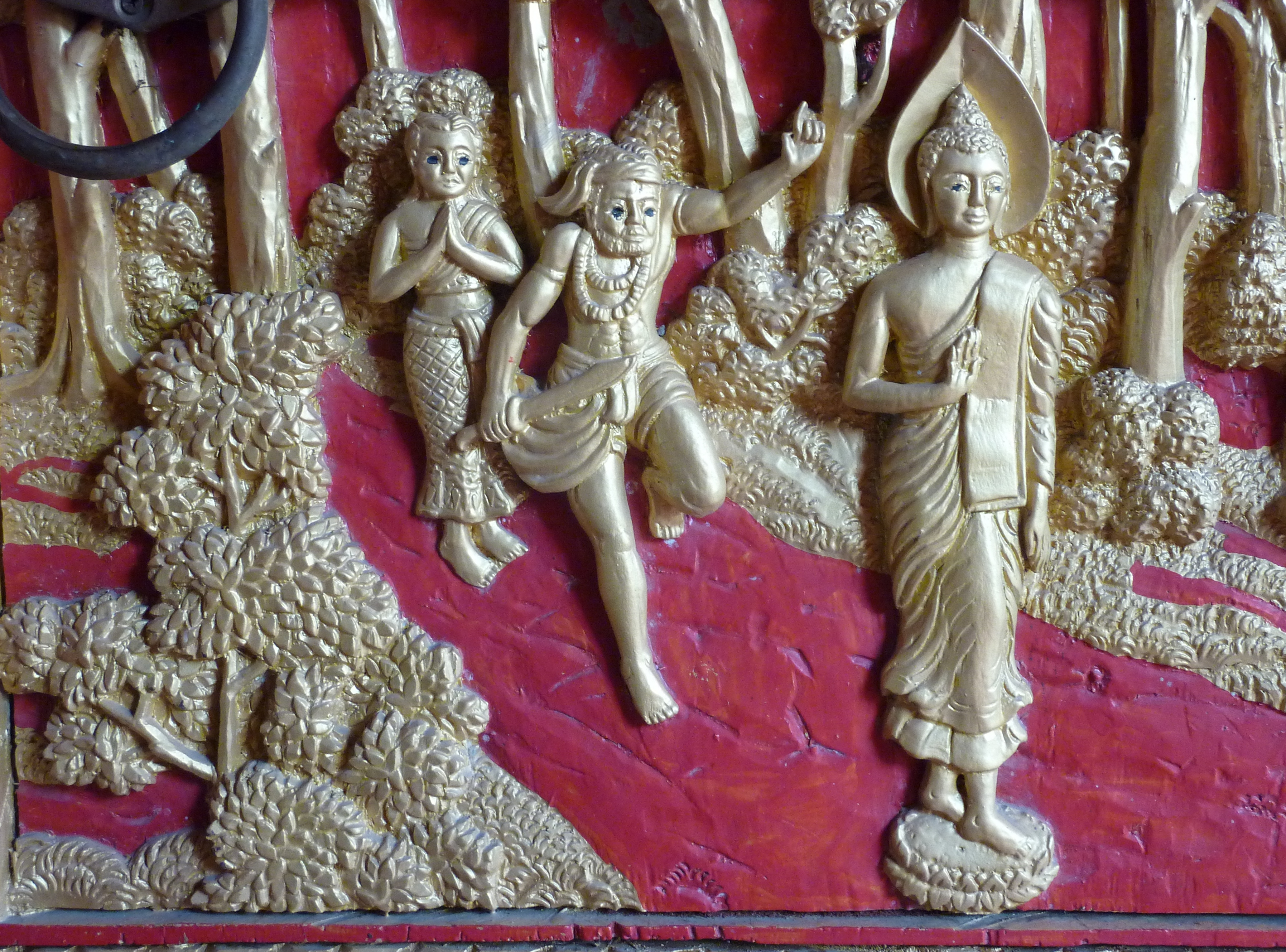
Ангулимала пытается убить Будду.

В истории об ученике Ангулимале он совершает сачча-кирию, чтобы помочь женщине благополучно родить ребёнка. Его слова легли в основу паритты, которую до сих пор декламируют роженицам . Этот пример показывает, что сила истины всё ещё может быть призвана позже, «даже когда человек, который первым привёл истину в движение, ушёл со сцены». Считается, что благословение Ангулималы является средством использования его силы. Таким образом, как и Ангулимала-сутта, Ратана-сутта и другие паритты до сих пор поются как часть благословений, даваемых в особых случаях. Эти тексты обычно содержат фразы, типичные для сачча-кирьи, за которыми следует пожелание слушателям.
Конг утверждает, что поклонение реликвиям в первые века буддийской истории основывалось на принципе сачча-кирия. Так, ранние буддисты, а также тхеравадины верили, что решение, принятое перед мощами просветлённого человека, может осуществиться. Они верили в это не из-за невидимого присутствия умершего учителя, а скорее из-за правдивости просветлённого человека: потому что реликвии принадлежали кому-то, кто, как считалось, был «неспособен произнести лживую речь», поэтому то, что было сказано перед мощами учителя, тоже должны осуществиться. В буддизме Чистой Земли, следуя аналогичному убеждению, сила обета, который когда-то дал Будда Амитабха, чтобы помочь всем живым существам, может быть вызвана снова преданными Чистой Земли сегодня Они могут сделать это, назвав имя Амитабхи, потому что «Его Имя есть Обет». 

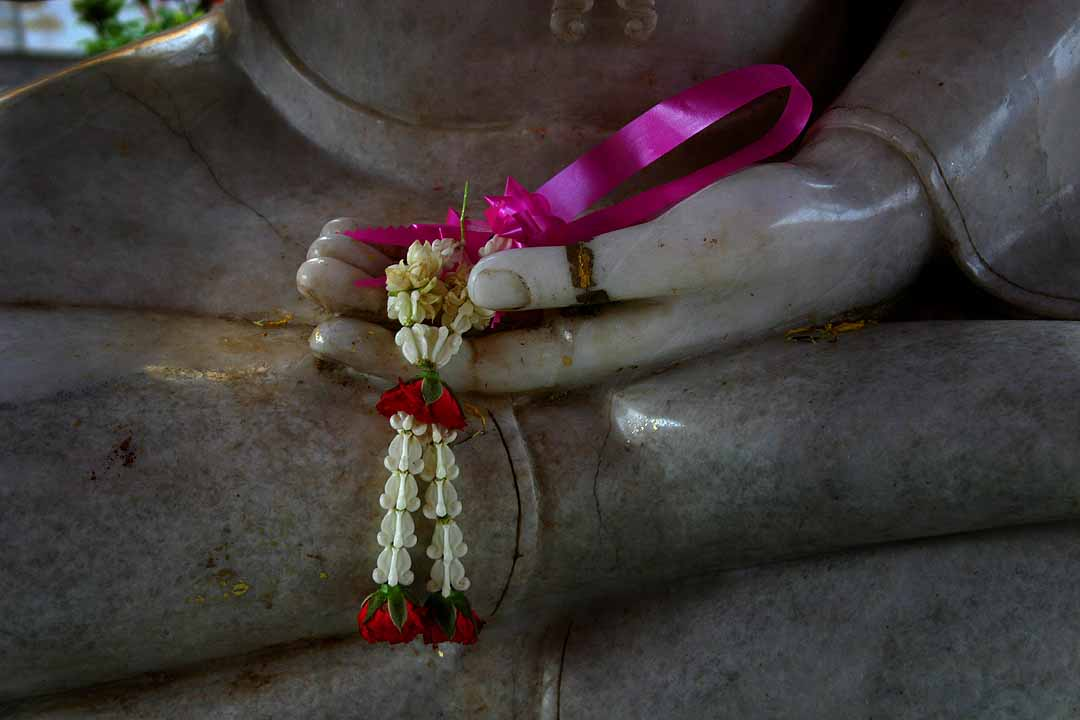
Когда последователиподносят цветы изображению Будды, они могут изъявить намерение достичь просветления в форме сачча-кирии.

Also, the principles of sacca-kiriya have been connected to the confessions of Buddhist and Jain monks. Moreover, the idea of the sacca-kiriyā may have motivated the aspirations (пали patthanā) of ancient Buddhists as found in Buddhist scriptures and epigraphical findings, and informed devotional practices. For example, when devotees offer flowers to a Buddha image, they may make a resolve for enlightenment, based on the truth of the impermanence of the flowers on the one hand (a natural phenomenon), and based on the power of the accumulated merit on the other hand. Kong adds to that,
Though the verse of offering flowers is recited in front of an image of the Buddha, it is not a prayer to the Buddha. Rather, it is an aspiration that is uttered on the basis of the belief in the power of truth utterance.
Конг заключает, что учения об эффективности деятельности по созданию заслуг и передаче таких заслуг «поддерживаются и поддерживаются» верой в сачча-кирию . Другие буддийские учения, такие как учения о парами (добродетелях, которые необходимо развивать, чтобы стать Буддой), карме, любящей доброте, а также о духовной силе Трёх Драгоценностей и поклонении реликвиям среди тхеравадинов, также были объяснены с использованием добуддийская вера в сачча-кирию .   Мотив сачча-кирия также повлиял на то, как индуистские Упанишады объясняют индуистское учение. Чандогья-упанишада, например, объясняет учение о самости на примере сачча-кирии, совершенной вором. 

### Гандианская философия
Учёные также связывают концепцию сачча-кирии с идеалом ненасильственного сопротивления Ганди (санскр. satyāgraha), буквально означающее «строгое следование истине». Сатьяграха, как утверждает Циммер, была основана на «любви Ганди к истине и дхарме», и учёные утверждают, что ненасилие было сачча-кирией Ганди, которая определяла его сатьяграху, По мнению Вина Ховарда, сатьяграха Ганди была идеалом политического сообщества и не ограничивалась отдельным человеком. Кроме того, в сатьяграхе Ганди божественная воля играла важную роль, что не характерно для традиционной сачча-кирии. Тем не менее концепция Ганди о Боге была абстрактной и безличной, а что касается сачча-кирии, религиовед Арвинд Шарма отмечает, что Ганди приравнивал Бога к истине или даже ставил истину выше Бога, а мораль выше метафизического.
Браун утверждал, что идея сачча-кирии не только повлияла на философию Ганди, но также вдохновила национальный индийский девиз Satyaṃ eva jayate, означающий «Только истина побеждает», заимствованный из Muṇḍaka Upaniśad.

### Другие применения

Сюаньцзан (602—664 гг. Н. Э.)

Сачча-кирия, возможно, использовалась для доказательства чьей-либо невиновности или правдивости во время испытания, как это описано в древнеиндийских эпосах и классических драмах. Подобная практика включала в себя вхождение в огонь, и считалось, что невиновные смогут выдержать его благодаря силе своей правдивости, выраженной через сачча-кирию .  Тем не менее, в джайнской истории, рассказывающей об испытании огнём, обвиняемый выживает, признавая свой проступок, а не свою невиновность.  Браун не думал, что такие испытания были настоящей сачча-кирией, поскольку подобные отрывки просто учат «широко распространённому мнению, что Истина защищает праведных». 
Встречались и другие применения сачча-кирии. Устрашающая сачча-кирия, начертанная у ворот первой ступы (монумента) в Санчи, провозглашает, что вандал, разрушивший ступу, будет проклят. Кроме того, заявления, очень похожие на сачча-кирию, были частью религиозных дебатов в древней Индии, поскольку их участники ставили на кон свои жизни, если они следуют неправильной процедуре во время дебатов. Таким образом, согласно Упанишадам, ранним буддийским суттам и рассказам китайского паломника Сюань Цзана (602—664 гг. н. э.) участники дебатов, таким образом, рисковали своей жизнью.
Мотив сачча-кирия продолжает фигурировать в южноазиатской литературе вплоть до последних столетий. Например, учёный-востоковед Келлер Кимбро пишет, что японские стихи 18-го века содержат утверждения, очень похожие на сачча-кирия . Иногда их использовали для вызова дождя и смягчения засухи. Считалось, что такие стихи возымеют эффект, если написаны с искренним намерением.
Кроме того, вероятно, некоторые зороастрийские тексты могут представлять собой разновидность сачча-кирьи.